# HD 1461 d
HD 1461 d es un planeta extrasolar que orbita la estrella de tipo G HD 1461, localizado aproximadamente a 76 años luz, en la constelación de Cetus. Los parámetros de este planeta como la masa, su semieje mayor y su periodo orbital aún no se han calculado con exactitud. Se cree que su masa mínima podría ser similar a la de Saturno, aunque podría ser también hasta 4 veces mayor que Júpiter. Es probable que este planeta sea un gigante gaseoso. Fue descubierto el 14 de diciembre de 2009 con el Telescopio Keck, usando el método de la velocidad radial.